# Bling Bling (album)
| Recensione | Giudizio |
| ---------- | -------- |
| Laut.de    |          |

Bling Bling è il primo album in studio della rapper tedesca Juju, pubblicato il 14 giugno 2019 dalla JINX.

## Promozione
Il disco è stato anticipato dagli estratti Intro, Hardcore High, Bling Bling, Vermissen e Live Bitch. Vermissen è divenuta la prima numero uno dell'artista come interprete principale nella Deutsche Singlechart, rimanendovi per cinquantotto settimane e ottenendo la certificazione di platino dalla Bundesverband Musikindustrie con oltre 400 000 unità vendute, oltre a raggiungere la 2ª posizione in Austria, dove è stata certificata platino dalla IFPI Austria per altre 30 000 unità di vendita, e la 13ª in Svizzera. Anche la traccia Hi Babe ha riscosso successo, totalizzando più di 200 000 unità certificate dalla BVMI in territorio tedesco.
Per promuovere l'album a livello nazionale l'artista ha dato al via al tour omonimo, con tappe svoltesi a novembre 2019.

## Tracce
Testi di Judith Wessendorf, musiche di Krutsch.
1. Intro – 3:02
2. Hardcore High – 3:04
3. Coco Chanel – 2:28
4. Vermissen (feat. Henning May) – 2:41
5. Sommer in Berlin – 3:03
6. Hi Babe – 2:25
7. Live Bitch – 2:41
8. Ich müsste lügen – 2:52
9. Freisein (feat. Xavier Naidoo) – 2:58
10. Bye Bye – 2:47
11. Bling Bling – 2:30
12. Winter in Berlin – 2:52

Versione strumentale
1. Intro – 3:02
2. Hardcore High – 3:04
3. Coco Chanel – 2:28
4. Vermissen (feat. Henning May) – 2:41
5. Sommer in Berlin – 3:03
6. Hi Babe – 2:25
7. Live Bitch – 2:41
8. Ich müsste lügen – 2:52
9. Freisein (feat. Xavier Naidoo) – 2:58
10. Bye Bye – 2:47
11. Bling Bling – 2:30
12. Winter in Berlin – 2:52

## Formazione
- Juju – voce
- Henning May – voce aggiuntiva (traccia 4)
- Xavier Naidoo – voce aggiuntiva (traccia 9)
- Krutsch – produzione, missaggio, mastering

## Classifiche

### Classifiche settimanali
| Classifica (2019) | Posizione massima |
| ----------------- | ----------------- |
| Austria           | 5                 |
| Germania          | 3                 |
| Svizzera          | 15                |

### Classifiche di fine anno
| Classifica (2019) | Posizione |
| ----------------- | --------- |
| Germania          | 52        |